# Cicadoforma
Cicadoforma is een geslacht van vlinders van de familie Uilen (Noctuidae), uit de onderfamilie Pantheinae.

## Soorten
- Cicadoforma ocelotus Martinez, 2020[1]
- Cicadoforma vau-nigrum (Hampson, 1913)[2]